# 톈진 조계

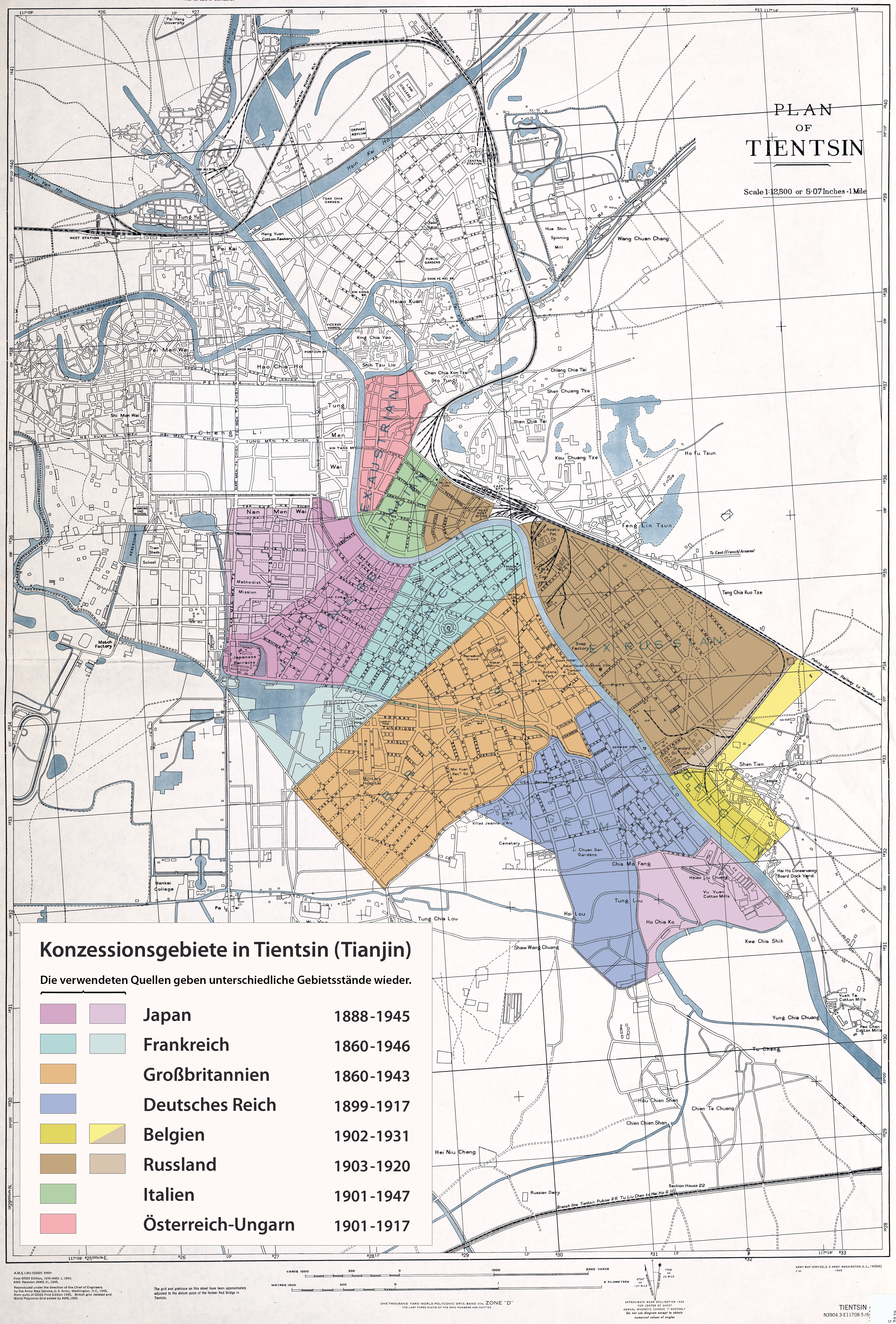

텐진 조계(天津租界)는 청나라가 미국, 여러 유럽 열강, 일본에 내어 준 조계다. 제2차 세계 대전 때 톈진 구시가지에는 9개국 조계가 있었다. 이러한 조계 지역은 20세기 중반부터 톈진의 급격한 성장에 영향을 미쳤다. 1860년 베이징 조약으로 천진이 개항되며 조계가 생기기 시작했다. 1943년 일본 조계를 제외하고 모두 사실상 해체됐다.